# Le Cinesi
Le Cinesi er en opera med betegnelsen azione teatrale i én akt af Christoph Willibald Gluck til en italiensk libretto af Pietro Metastasio; librettoen er tidligere sat i musik af Antonio Caldara i 1735. Operaen blev uropført for den østrigske kongefamilie på Schlosshof i Wien den 24. september 1754 i anledning af besøget fra kejserinde Maria Theresia til Sachsen-Hildburghausen.
Max Loppert har kommenteret Glucks forbindelse med den østrigske kongefamilie og forbindelsens betydning for værket. Værket er blevet karakteriseret som en satire over datidens dengang moderne operakonventioner. 

## Roller
| Rolle   | Stemmetype | Originalbesætning, 24. september 1754 (Dirigent: -) |
| ------- | ---------- | --------------------------------------------------- |
| Lisinga | Alt        | Vittoria Tesi                                       |
| Silango | Tenor      | Joseph Friebert                                     |
| Sivene  | Sopran     | Theresia Heinisch                                   |
| Tangia  | Alt        | Katharina Starzer                                   |

## Synopsis
De kinesiske kvinder, Lisinga og hendes to venner, Tangia og Sivene, modtager Lisingas bror Silango, der netop er hjemvendt fra Europa. For at underholde ham opfører de tre kvinder arier i kontrasterende stilarter: 
- Lisinga synger en tragisk scena som Andromache.
- Sivene og Silango synger en pastoral duet som hhv. hyrdinde og hyrde. De to deler allerede samme romantiske følelser overfor hinanden.
- Tangia, der er misundelig på Silangos kærlighed til Sivene, synger en komisk arie som gør grin med ung parisisk laps der står foran et spejl som en indirekte satire over Sivene.

De bliver derefter enige om, at hver stil har sine ulemper. Operaen slutter med en ballet, Paris' dom, til en kvartet.

## Udvalgte optagelser
- Deutsche Harmonia Mundi EL 16 9.575 1: Isabelle Poulenard, Gloria Banditelli, Anne Sofie von Otter, Guy de Mey. Schola Cantorum Basiliensis; René Jacobs, dirigent [4]

## Eksterne links
- Libretto
- Naxos.com Arkiveret 23. oktober 2005 hos  Wayback Machine
- Amadeus Almanac